# Hymenops perspicillatus
Hymenops perspicillatus là một loài chim trong họ Tyrannidae. Chúng thường được tìm thấy ở Argentina, Bolivia, Brazil, Chile, Paraguay, Peru, và Uruguay.

## Phân loài
- H. p. perspicillatus
- H. p. andinus